# Ocnàcies
Ochnaceae és una família d'arbres o arbusts i més rarament plantes herbàcies que habiten en regions tropicals i subtropicals i on estan millor representats és a Amèrica del Sud. La família té 53 gèneres i 600 espècies.
Subfamília OchnoideaeEs caracteritza per l'absència d'endosperma a la llavor.
Tribu Elvasieae
Elvasia (també Hostmannia, Trichovaselia o Vaselia)
Tribu Lophireae (de vegades dins Lophiraceae)
Lophira
Tribu Ochneae
Ochna (també Diporidium)
Tribu Ourateeae
Ouratea (també Kaieteuria)
Subfamília Luxemburgoideae
Presenta endosperma.
Tribu Euthemideae
Euthemis
Gomphia (també Campylospermum, Idertia, Rhabdophyllum)
Tribu Luxernburgieae
Godoya
Luxemburgia (també Charidion, Hilairella, Epiblepharis, Periblepharis, Plectanthera)
Philacra
Sauvagesia (també Neckia, Leitgebia, Lavradia, Pentaspatella, Roraimanthus, Vausagesia) - Sauvagesia. De vegades erigit a la tribu Sauvagesieae.
Schuurmansia
Wallacea
Altres gèneres
Adenarake
Blastemanthus
Brackenridgea (també Pleuroridgea)
Cespedesia (també Fournieria)
Fleurydora
Froesia (anteriorment a Quiinaceae)
Godoya
Indosinia (també Distephania o Indovethia)
Lacunaria (anteriorment a Quiinaceae)
Lophira
Medusagyne (anteriorment a Medusagynaceae)
Krukoviella (també Planchonella)
Perissocarpa
Poecilandra
Quiina (anteriorment a Quiinaceae)
Rhytidanthera
Schuurmansia
Schuurmansiella
Sinia
Testulea
Touroulia (anteriorment ae Quiinaceae)
Tyleria (també Adenanthe)